# ایستگاه متروی بکونتری
ایستگاه متروی بکونتری (انگلیسی: Becontree tube station) یکی از ایستگاه‌های خط ناحیه متروی لندن است.
این ایستگاه که در منطقه بارکینگ و دگنهام لندن قرار دارد در سال ۱۹۲۶ میلادی تأسیس شده است.